# 154. vestlige længdekreds
Den 154. vestlige længdekreds (eller 154 grader vestlig længde) er en længdekreds, der ligger 154 grader vest for nulmeridianen. Den løber gennem Ishavet, Nordamerika, Stillehavet, det Sydlige Ishav og Antarktis.